# АКСМ-101
АКСМ-101 (также БКМ-101) — троллейбус производства завода  «Белкоммунмаш» с реостатно-контакторной системой управления. Внешне похож на ЗИУ-682, но отличается от него рядом характеристик кузова. Вмещает 114 человек, конструкционная скорость составляет 60 километров в час. Производился в 1994—2002 годах (модификация АКСМ-101ПС ― до 2003 года). Всего было выпущено 516 троллейбусов, включая модификации АКСМ-101А, АКСМ-101М и АКСМ-101ПС.

## Описание

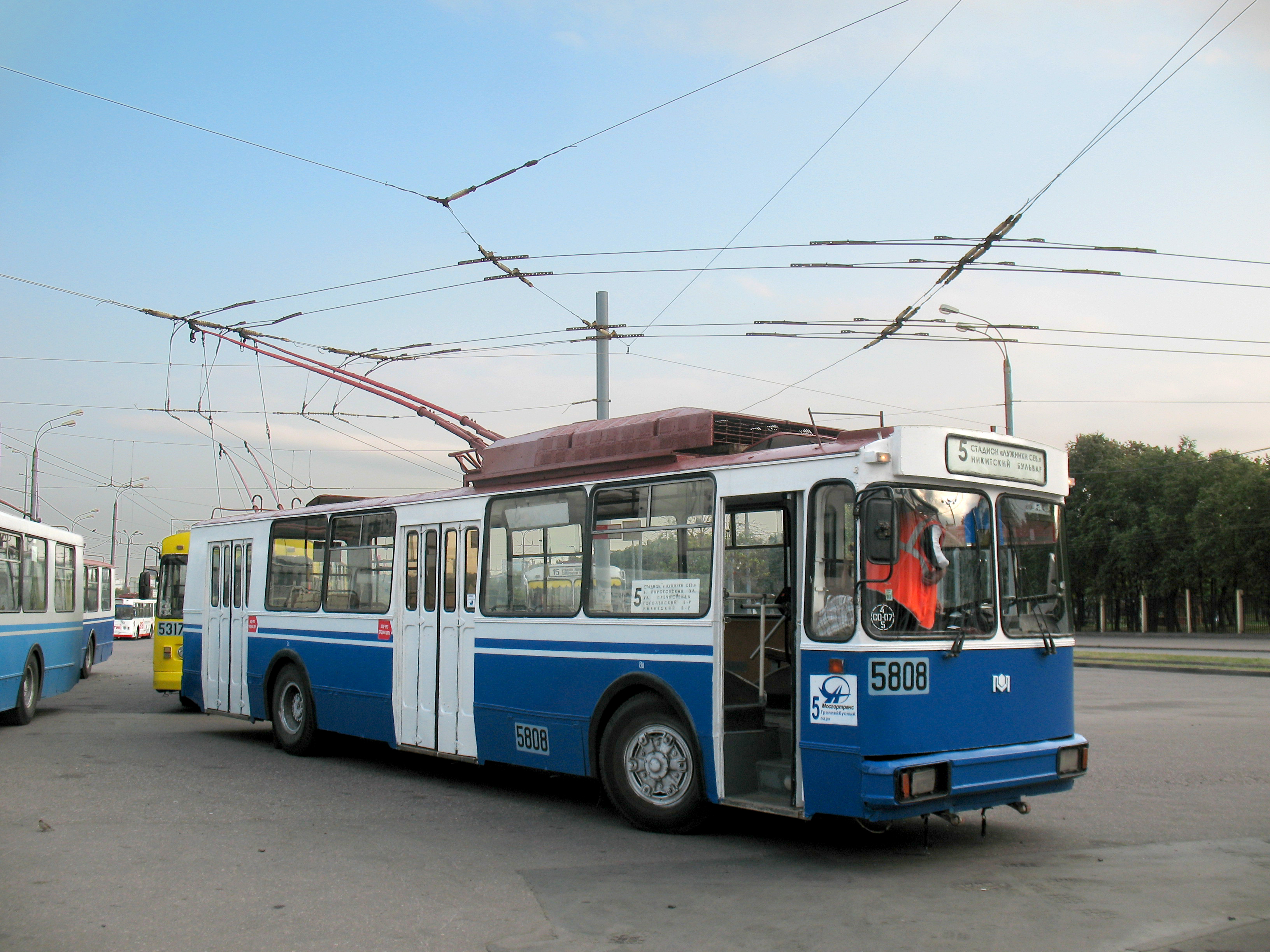
Троллейбус АКСМ-101ПС в Москве

АКСМ-101, также названный БКМ-101, производился на «Белкоммунмаше» как опытная модель для проверки оборудования. Троллейбус с высоким уровнем пола и реостатно-контакторной системой управления. Кузов внешне похож на ЗИУ-682, но отличается рамным основанием, стеклопластиковыми подножками и вынесенным на крышу электрооборудованием. Длина АКСМ-101 — 12,36 метров, ширина ― 2,5 метра, высота ― 3,3 метра. Троллейбус вмещает 114 человек, конструкционная скорость — 60 километров в час. Задний мост АКСМ-101 ― ведущий, перед ним расположен электродвигатель постоянного тока ДК-210 на 150 киловатт, для питания низковольтных цепей используется дополнительный электродвигатель ДК-661, который вращает генератор постоянного тока 24 вольта. Комплектующие для электрооборудования троллейбуса производились в Бресте, Москве, Набережных Челнах и Чебоксарах. Конструктор «Белкоммунмаша» Валерий Тимашов отмечает, что кабина АКСМ-101 была маленькой.
Использованный на АКСМ-101 гидроусилитель от МАЗ-5335 не обладает необходимым запасом подачи рабочей жидкости, вследствие чего рулевое управление троллейбуса работает плохо. Из-за этого требуется стабилизация регулятора расхода. В пневмосистему АКСМ-101 установлен противозамерзатель.

## История
Производство АКСМ-101 началось в 1994 году в рамках программы развития белорусского электрического транспорта. Первые троллейбусы поставлялись во Владимир, Гродно, Москву и Улан-Батор. На первых троллейбусах были установлены влагомаслоотделители «Сиккомат». В 1995 году было произведено сто троллейбусов. В 1996―1999 годах на «Белкоммунмаше» велись разработки и выпуск модификаций базовой модели АКС-101: АКСМ-101А (1996―1999 года) с обтекаемой крышей и передним мостом от МАЗ-6422, АКСМ-101М (1997―2002 года) со встроенными в бампер фарами, широким маршрутоуказателем и выполненными из стеклопластика штангами и АКСМ-101ПС (1997―2003) со статическим преобразователем на 24 вольт и штангами из стеклопластика. В июне 2002 года было прекращено производство АКСМ-101, всего было выпущено 516 троллейбусов. Модель была замещена АКСМ-201.

## Модификации
Было выпущено несколько модификаций:
- АКСМ-101А — выпускался в 1996—1999 годах. Троллейбус имеет передний мост от МАЗ-6422.
- АКСМ-101М — выпускалась в 1997—2002 годах. Троллейбус имеет встроенные в бампер фары, стеклопластиковые штанги и широкий маршрутоуказатель. Заменил собой оригинальную модель АКСМ-101.
- АКСМ-101ПС — выпускалась в 1997—2003 годах. Троллейбус имеет  статический преобразователь на 24 вольт и стеклопластиковые штанги.